# Twierdzenie Orlicza-Pettisa
Twierdzenie Orlicza-Pettisa – twierdzenie w analizie funkcjonalnej dotyczące zbieżności szeregów (Orlicz) lub, równoważnie, przeliczalnej addytywności miar wektorowych (Pettis) o wartościach w lokalnie wypukłych przestrzeniach liniowo-topologicznych.
Niech {\displaystyle X} będzie lokalnie wypukłą przestrzenią liniowo-topologiczną Hausdorffa. Szereg {\displaystyle \sum _{n=1}^{\infty }~x_{n}} jest podszeregowo zbieżny, jeżeli każdy jego podszereg {\displaystyle \sum _{k=1}^{\infty }~x_{n_{k}}} jest zbieżny.
- (i) Jeżeli szereg {\displaystyle \sum _{n=1}^{\infty }x_{n}} jest słabo podszeregowo zbieżny w {\displaystyle X} (tzn. podszeregowo zbieżny w słabej topologii {\displaystyle \sigma (X,X^{*})} przestrzeni {\displaystyle X}), to jest (podszeregowo) zbieżny; albo równoważnie
- (ii) Niech {\displaystyle A} będzie σ-algebrą zbiorów i niech {\displaystyle m:A\to X} będzie addytywną funkcją zbioru. Jeżeli {\displaystyle m} jest słabo przeliczalnie addytywna, to jest przeliczalnie addytywna (w oryginalnej topologii przestrzeni {\displaystyle X}).

W. Orlicz udowodnił przy założeniu, że X jest słabo ciągowo zupełną przestrzenią Banacha następujące Twierdzenie:
Jeżeli szereg {\displaystyle \sum _{n=1}^{\infty }x_{n}} w przestrzeni {\displaystyle X} jest słabo bezwarunkowo Cauchy’ego, tzn. {\displaystyle \sum _{n=1}^{\infty }~|x^{*}(x_{n})|<\infty } dla każdego funkcjonału liniowego {\displaystyle x^{*}\in X^{*},} to szereg ten jest (normowo) zbieżny w {\displaystyle X.}
Po opublikowaniu pracy zauważył, że założenie słabej ciągowej zupełności przestrzeni {\displaystyle X} potrzebne jest w dowodzie tylko po to, by umiejscowić granice szeregów, o których zakładał, iż są słabo bezwarunkowo Cauchy’ego. Wobec tego, zakładając istnienie tych granic, co oznacza założenie słabej podszeregowej zbieżności, ten sam dowód pokazuje (normową) zbieżność szeregu. Czyli pokazuje, że w dowolnej przestrzeni Banacha zachodzi wersja (i) twierdzenia Orlicza-Pettisa. W tej postaci twierdzenie, jako wynik Orlicza, przytoczone jest w monografii Banacha w jej ostatnim rozdziale Remarques (gdzie dowody nie są podawane). Pettis znał twierdzenie Orlicza z książki Banacha. Ponieważ wynik ten był mu potrzebny dla uzyskania identyczności miar mocno i słabo przeliczalnie addytywnych, podał jego dowód. Także Dunford podał swój dowód (zauważając jego podobieństwo do oryginalnego dowodu Orlicza).
Bardziej szczegółową analizę historyczną dotyczącą początków tw. Orlicza-Pettisa znaleźć można w. Zobacz także przypis dolny (nr 5) samego Orlicza w, komentarz na str. 284 w uwagach historycznych monografii Alexiewicza oraz uwagę na końcu Section 2.4 w 2. wydaniu książki Albiaca i Kaltona (obie książki w bibliografii poniżej).
Grothendieck w otrzymał twierdzenie, którego szczególnym przypadkiem jest twierdzenie Orlicza-Pettisa dla przestrzeni lokalnie wypukłej. Później bezpośrednie dowody wersji (i) twierdzenia w przypadku lokalnie wypukłym podali McArthur oraz Robertson. Nazwa twierdzenia jako ‘Orlicz-Pettis Theorem’ przyjęła się ze względu na wagę twierdzenia w sformułowaniu (ii) dla teorii miar wektorowych, w której to formie twierdzenie pierwszy podał Pettis. Sam Pettis i Grothendieck mówią jeszcze o twierdzeniu Orlicza.

## Twierdzenia typu Orlicza-Pettisa
Twierdzenie Orlicza-Pettisa było wielokrotnie uogólniane i wzmacniane. Pojęcie podszeregowej zbieżności, przy tej samej definicji, ma sens zastępując przestrzeń lokalnie wypukłą przez topologiczną grupę abelową {\displaystyle X.} Na {\displaystyle X} dane są dwie topologie grupowe Hausdorffa {\displaystyle \alpha ,\beta } takie, że {\displaystyle \alpha } jest słabsza niż {\displaystyle \beta ,} tzn. {\displaystyle \alpha \subset \beta .} Przy jakich założeniach {\displaystyle \alpha }-podszeregowa zbieżność pociąga {\displaystyle \beta }-podszeregową zbieżność? Wczesnym przeglądem badań w tym kierunku jest artykuł Kaltona. Jako wynik znamienny, Kalton przytacza ‘Graves-Labuda-Pachl Theorem’.
Twierdzenie. Niech abelowa grupa topologiczna {\displaystyle (X,\beta )} będzie ciągowo zupełna i taka, że identyczność {\displaystyle j:(X,\alpha )\to (X,\beta )} jest uniwersalnie mierzalna. Wtedy podszeregowa zbieżność w sensie {\displaystyle \alpha } i {\displaystyle \beta } jest równoważna.
Jako wniosek, gdy grupa {\displaystyle (X,\beta )} jest ciągowo zupełna i K-analityczna, teza twierdzenia obowiązuje dla każdej hausdorffowej topologii {\displaystyle \alpha } słabszej niż {\displaystyle \beta .} Wynik ten uogólnia analogiczne twierdzenie dla ciągowo zupełnej analitycznej grupy {\displaystyle (X,\beta )} (w oryginalnym sformułowaniu twierdzenia Andersena-Christensena brakuje założenia ciągowej zupełności) oraz odpowiednie twierdzenie Kaltona dla grupy polskiej, które tę serię wyników zapoczątkowało.
Ograniczenia na tego rodzaju wyniki podają przykłady ‘gwiazdka słabej’ topologii {\displaystyle \sigma (X^{*},X)} dla przestrzeni Banacha {\displaystyle X^{*}=\ell ^{\infty }} oraz przykłady F- przestrzeni {\displaystyle X} z separującą przestrzenią dualną {\displaystyle X^{*}} takie, że słaba (tzn. {\displaystyle \sigma (X,X^{*})}) podszeregowa zbieżność nie pociąga podszeregowej zbieżności w sensie F-normy przestrzeni {\displaystyle X}.